# District de Bhandara
Le district de Bhandara (Marathi:  भंडारा जिल्हा  )  est un district de la division de Nagpur, dans l'état du Maharashtra en Inde.

## Population
Le district a une population de 1 200 334 habitants en 2011.
Son chef-lieu est Bhandara.